# Anolis roosevelti
Anolis roosevelti är en ödleart som beskrevs av Grant 1931. Anolis roosevelti ingår i släktet anolisar och familjen Polychrotidae. Inga underarter finns listade i Catalogue of Life.
Med en kroppslängd av cirka 160 mm (utan svans) räknas Anolis roosevelti till släktets större arter. På den gråbruna ovansidan förekommer på varje kroppssida två ljusa längsgående strimmor. Undersidan har en vitaktig färg. Hannarnas säck vid strupen är grå och ögonlocken har en gul färg. Svansens färg är gulbrun.
Denna ödla registrerades mellan 1860-talet och 1930-talet på Puerto Rico, Brittiska Jungfruöarna och Amerikanska Jungfruöarna. Öarna är upp till 400 meter höga. Exemplar upptäcktes i skogar med träd av fikussläktet och släktet Bursera. De iakttogs när de åt frukterna. Enligt uppskattningar hade arten samma levnadssätt som Anolis cuvieri med den vistades i torrare landskap.
Populationen minskade dramatisk och det befaras att ödlan är utdöd. Som orsak utpekas skogsröjningar och introducerade fiender som råttor och manguster. IUCN kategoriserar arten globalt som akut hotad.